# 北野のぞみ
北野 のぞみ（きたの のぞみ、1993年4月4日 - ）は、日本の元AV女優。ARMプロモーションに所属していた。

## 略歴
北海道出身。2014年12月、アダルトビデオメーカー・プレステージの専属女優としてデビュー。
業界入りのきっかけは、アルバイトをインターネットで探していて事務所と出会ったこと。
デビュー5作目の「いっぱいコスって萌えていこう」はDMM R-18でのお気に入り数24000を達成。プレステージ専属単体としての記録を樹立している。
2016年10月発売作品を最後に新作の発売がないが、2018年3月の時点では長期休暇中としている。
2019年10月には、香港の媒体『東方日報』で「惜しまれて引退したAV女優五傑」（AV研究所調べ）であると報道された。

## 人物
- 趣味は旅行、特技はお菓子作り[2]。
- 初めてのキスは大学1年生[8]。
- 性格はマイペース。得意科目は数学[9]。
- デビュー2作目のインタビューでは交際相手の存在を明言している[9]。

## 出演作品

### アダルトDVD
※メーカーは全作品「プレステージ」
2014年
- 新人 プレステージ専属デビュー 北野のぞみ（12月2日）

2015年
- 新・絶対的美少女、お貸しします。 ACT.32（1月1日）
- 美しいお嬢様の卑猥なる飼育（2月3日）
- 人生初・トランス状態 激イキ絶頂セックス（3月3日）
- (素)シロウトTV × PREMIUM 18（3月20日）他出演:一色里桜、宮地藍、北川怜、吉川蓮、輝月あんり、長谷川るい ほか
- 北野のぞみの、いっぱいコスって萌えてイこう!（4月1日）
- 一泊二日、美少女完全予約制。 第二章 〜北野のぞみの場合〜（5月2日）
- 女子マネージャーは、僕達の性処理ペット。 007（6月1日）
- 風俗タワー 性感フルコース3時間SPECIAL（7月1日）
- プレステージ夏祭 2015 ぐしょ濡れアイランド（8月1日）
- スポコス汗だくSEX4本番! 体育会系・北野のぞみ（9月2日）
- 北野のぞみドッキリSP 専属女優・北野のぞみを即ハメドッキリでイカせちゃいます!!（10月1日）
- なまなかだし（11月2日）
- 彼女のお姉さんは、誘惑ヤリたがり娘。（12月1日）共演:荒木まい
- 北野のぞみとしたい10のこと 夢のオナサポ4時間SP（12月19日）

2016年
- 絶頂ランジェリーナ 9（1月1日）
- 天然成分由来 北野のぞみ汁120％（2月1日）
- ボクを好き過ぎるボクだけの北野のぞみ（3月11日）
- 北野のぞみの極上筆おろし（4月9日）
- 濃厚密写 接写エロティシズム3本番（5月20日）
- NEW WATER POLE（6月10日）
- 48時間耐久連続巨根アクメ（7月8日）
- ポルノスター（8月5日）
- 北野のぞみとエスカレートし過ぎるドしろーと男がイク!!プレステージ的ファン感謝祭!! バスツアー 13（9月2日）[10]
- 北野のぞみ 8時間 BEST PRESTIGE PREMIUM TREASURE VOL.01（9月16日）※ベスト・総集編
- ひたすら生でハメまくる、終らない中出し性交。（10月7日）[11]

2017年
- 北野のぞみ 8時間 BEST PRESTIGE PREMIUM TREASURE VOL.02（3月3日）※ベスト・総集編
- 北野のぞみ 8時間 BEST PRESTIGE PREMIUM TREASURE VOL.03（9月22日）※ベスト・総集編